# Gavriil Sakellaridis

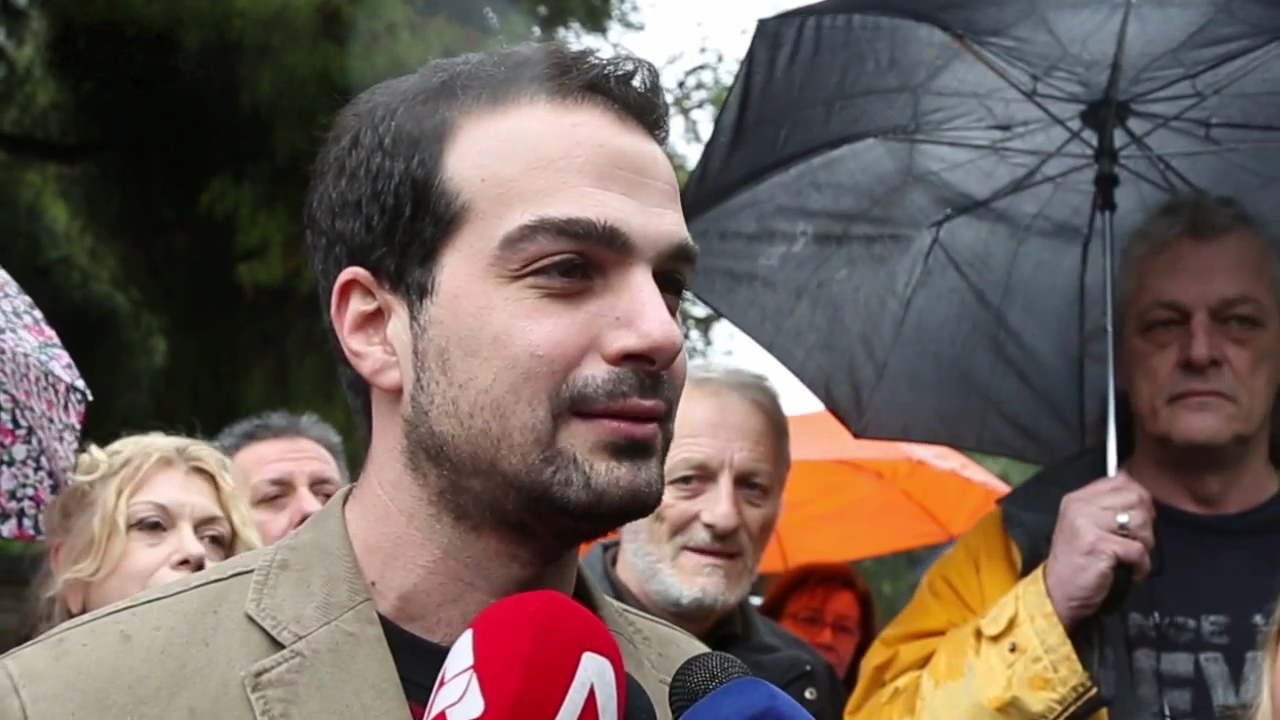
Gavriil Sakellaridis (2014)

Gavriil Sakellaridis (griechisch Γαβριήλ Σακελλαρίδης, * 20. August 1980 in Nea Smyrni) ist ein griechischer Wirtschaftsexperte und Politiker der Partei SYRIZA. Er wurde am 27. Januar 2015 Regierungssprecher der Regierung Tsipras und Staatssekretär beim Ministerpräsidenten Alexis Tsipras. Im Rahmen der Regierungsumbildung vom 18. Juli 2015 verlor Sakellaridis seine Ämter an Olga Gerovasili.
Er kandidierte bei den Gemeindewahlen im Mai 2014 für den Posten des Bürgermeisters von Athen. Er plädierte für eine offenere Stadt, weniger Polizei und mehr Lebensqualität. 
Bei der ersten Runde wurde er Zweiter; in der Stichwahl zwischen ihm und dem amtierenden Bürgermeister Giorgos Kaminis gewann letzterer knapp (51,6 zu 48,4 Prozent).